# 倉貫匡弘
倉貫 匡弘（くらぬき まさひろ、1982年12月20日 - ）は、日本の俳優。東京都出身。
特技はダンスと殺陣。趣味は登山。

## 来歴・人物
子役出身で当時から東映の特撮ドラマにはゲスト出演しており、2000年に放映された『未来戦隊タイムレンジャー』ではメインキャストとなるタイムグリーン・シオンを演じる。
その後も数々のドラマや映画、舞台に出演。近年ではモーションキャプチャーモデルを担当したりと、多方面で活躍している。
2013年2月22日、自身のブログで一般女性と入籍したことを発表。2015年には第一子が誕生。
宝映テレビプロダクションから、ヴァーサタイルエンタテインメント、オフィスキールなどの事務所を経て、2014年12月から劇団TRASHMASTERSに所属している。
清水一希は地元の後輩であり、演技のことで相談に乗ったことがあるという。

## エピソード

### 『タイムレンジャー』に関するエピソード
『タイムレンジャー』で演じるシオンは当初緑色の髪をしていたが、倉貫は実際に髪を脱色して染めていた。しかし、倉貫が「1年間続けたら髪がダメになる」と申し出て金髪に変更された。
倉貫は空手で黒帯の有段者であったがブランクがあったため、共演者の永井マサルが空手経験者であるがゆえにアクションに苦戦していたのに対し、倉貫はすんなりこなすことができたという。永井も、倉貫は動きをすぐ覚えていたと証言している。

## 出演

### テレビドラマ
- メタルヒーローシリーズ
  - ブルースワット 第29話（1994年8月14日、テレビ朝日） - イサム 役
  - 重甲ビーファイター 第34話（1995年10月1日、テレビ朝日） - タケト 役
- きのうの敵は今日も敵（1995年、TBS） - 嵐等 役
- 勝利の女神（1996年、フジテレビ） - 大下要 役
- 花王 愛の劇場 おひさまがいっぱい（1996年、TBS） - 水島真人 役
- いいひと。 第2話（1997年、フジテレビ）
- それが答えだ!（1997年、フジテレビ） - 大河原奏 役
- TEAM 第2話（1999年、フジテレビ）
- リング〜最終章〜（1999年、フジテレビ） - 村田 役
- スーパー戦隊シリーズ
  - 未来戦隊タイムレンジャー（2000年 - 2001年、テレビ朝日） - シオン / タイムグリーン 役
  - 烈車戦隊トッキュウジャー 第26話（2014年8月31日、テレビ朝日） - 印西輝男 / コインシャドーの声 役[7]
- ガッコの先生 第８話（2001年、TBS）
- MAYA 真夜中の少女 赤と黒の仮面（2003年、BS日テレ） - 武藤ケイジ 役
- 信濃のコロンボ事件ファイル4（2003年9月3日、テレビ東京） - 立花智弘 役
- WATER BOYS 第11話（2003年9月9日、フジテレビ） - 新田 役
- 八丁堀の七人 第8話（2004年2月23日、テレビ朝日） - 田所東吾 役
- ダムド・ファイル 第21話（2004年、テレビ朝日） - 星山省吾 役
- ヴァンパイアホスト（2004年4月4日 - 6月27日、テレビ朝日） - 萌黄 役
- 駄目ナリ! 第10 - 12話（2004年9月23日 - 10月7日、よみうりテレビ） - 本城透 役
- ごくせん 第2シリーズ（2005年1月15日 - 3月19日、日本テレビ） - 田村匡弘 役
- おみやさん 第4シリーズ 第3話（2005年5月5日、テレビ朝日） - 姫野真路 役
- いちばん暗いのは夜明け前 第5話（2005年7月31日、テレビ東京） - シンジ 役
- ブラザー☆ビート（2005年10月13日 - 12月22日、TBS） - 山元 役
- 嬢王 第4話、最終話（2005年10月28日、12月23日、テレビ朝日） - 三輪秋生 役
- 快感職人（2006年12月17日 - 2007年1月21日、テレビ朝日） - 風水俊介 役
- 警部補・藤井若葉の癒しの事件簿〜犯罪被害者相談室から〜（2007年3月31日、テレビ朝日） - 梶信二 役
- 金色の翼（2007年7月2日 - 9月28日、東海テレビ） - 瀬川玻留 役
- 交渉人〜THE NEGOTIATOR〜 第7 - 8話（2007年2月21日、28日、テレビ朝日） - 中村隆一 役
- コスプレ幽霊 紅蓮女 第7話（2008年2月22日、テレビ東京） - テレビ局フロアディレクター・日向 役
- シバトラ〜童顔刑事・柴田竹虎〜（2008年7月8日 - 9月16日、フジテレビ） - 毛利文明 役
- 牙狼シリーズ
  - 牙狼＜GARO＞〜MAKAISENKI〜（2011年10月6日 - 2012年3月22日、テレビ東京） - シグト 役
  - 牙狼-GARO- -魔戒烈伝-（2016年4月9日 - 6月25日、テレビ東京） - シグト 役
- 私立バカレア高校 第5話（2012年5月12日、日本テレビ）
- 釣り刑事3（2012年8月27日、TBS） - 藤崎悠 役
- 高校入試（2012年10月6日 - 12月29日、フジテレビ） - 徳原優介 役
  - 高校入試〜シナリオコンプリート版〜（2013年1月20日 - 3月24日、フジテレビNEXT） - 徳原優介 役
- 科捜研の女 第12シリーズ 第6話（2013年2月21日、テレビ朝日） - 川崎雄二 役
- でたらめヒーロー 第5話（2013年5月2日、日本テレビ）
- Dr.DMAT（2014年1月9日 - 3月20日、TBS） - 救急隊員 役
- そこをなんとか2 第5話（2014年8月31日、NHK BSプレミアム） - 望月信輝 役
- 夏樹静子サスペンス・光る崖（2016年2月20日、フジテレビ） - 松田和樹 役
- ナイトヒーロー NAOTO 第9話（2016年6月18日、テレビ東京） - 柿原竜也 役
- Club SLAZY Extra invitation 〜Malachite〜（2017年10月 - 2018年3月、TOKYO MX） - DooBop
- 孤独のグルメ Season10 第3話 （2022年10月22日、テレビ東京）- 客 役
- RoOT / ルート 第7話（2024年4月3日 - 、テレビ東京） - 記者 役

### 映画
- 美しい夏キリシマ（2003年、パンドラ） - 宮脇稔 役
- キル・鬼ごっこ（2003年） - ショウゴ 役
- 杉に生きる（2004年） - 徹 役
- 萌えよ!ドラゴンガールズ（2004年） - 長澤龍太 役
- あのころ・・・Summer Memories（2005年、 MIRAI PICTURES JAPAN） - 風間亮 役
- SLIM SIZE ME!!（2005年）
- アイ、マイ、ミー、マイン（2006年） - 裕真 役
- STAY（2006年） - 津村邦彦 役
- キトキト!（2007年、シネカノン） - 一哉 役
- パッチギ! LOVE&PEACE（2007年、シネカノン） - 格さん 役
- 牙狼シリーズ
  - 牙狼<GARO> 〜RED REQUIEM〜（2010年10月30日、東北新社、ゴーシネマ） - シグト 役
  - 牙狼外伝 桃幻の笛（2013年7月20日、東北新社） - シグト 役
- 寄性獣医・鈴音（2011年） - 忠直 役
- ショートムービー 会津侍 若松っつん（2013年）
- 太陽からプランチャ（2014年6月28日、FAITHentertainment、サモワール） - 山口智明 役
- 野良犬はダンスを踊る（2015年10月10日、FAITHentertainment）
- 掟（2024年8月30日、Santa Barbara Pictures）[8]

### バラエティ
- 戦国鍋TV 〜なんとなく歴史が学べる映像〜（2010年4月6日 - 2011年9月24日、独立U局）
  - うつけバー「NOBU」 season2、Final Season - 伊達ママ 役
- メンズ温泉（2015年7月 - 9月、BSジャパン）

### 舞台
- 吉崎ひろと社「以蔵のいちばん長い日」（2001年5月3日 - 5月9日、新宿シアターモリエール）- 沖田総司 / 亀吉 役（二役）
- 劇団俳協「姫山恋花簪」（2002年8月）（詳細時期・会場不明）
- 新宿芸能社プロデュース第2回公演「歌舞伎町フルモンティ」（2002年9月20日 - 9月29日、アイピット目白）
- 二丁目行進曲
  - 新宿芸能社プロデュース第3回公演「二丁目行進曲」（2003年1月28日 - 2月5日、新宿サニーサイドシアター）
  - 新宿芸能社プロデュース第5回公演「二丁目行進曲’04」（〜最終章〜）（2004年2月10日 - 2月18日、新宿サニーサイドシアター）
- 劇団俳協 CAN劇place「横須賀ドブ板物語」（2003年7月10日 - 7月13日、紀伊國屋サザンシアター）- 昌太郎 役
- 新宿芸能社プロデュース第6回公演「チェリーボーイズ」（2004年12月2日 - 12月12日、シアターブラッツ）
- アクセスプレゼンツ「ボーイズ☆ガールズ 〜炎の友情〜」（2004年12月30日 - 12月31日、新宿シアターモリエール）
- 新宿芸能社プロデュース第7回公演「横丁のデカプリオ」（2005年9月16日 - 9月25日、シアターブラッツ）
- シアタードリームズ・カンパニーVol.10「えにし」（2006年4月30日 - 5月7日、シアターVアカサカ）
- ちんどん
  - 新宿芸能社プロデュース第8回公演「ちんどん」（2006年9月22日 - 10月1日、シアターブラッツ）
  - 新宿芸能社「ちんどん」 富山公演（2007年4月10日 - 4月13日、北日本新聞ホール）
- シアタードリームズ・カンパニーVol.12「Synchronicity」（2006年11月1日 - 11月5日、ウッディシアター中目黒）
- ROCK MUSICAL BLEACH - 東仙要 役
  - ROCK MUSICAL BLEACH No Clouds in the Blue Heavens（2007年3月21日 - 3月27日/4月3日 - 4月8日）
  - ROCK MUSICAL BLEACH DX
    - ROCK MUSICAL BLEACH THE ALL（2008年3月24日 - 3月26日、3月30日）
    - ROCK MUSICAL BLEACH the LVE 卍解SHOW code：002（2008年3月27日 - 3月29日、3月31日）

  - ROCK MUSICAL BLEACH the LIVE 卍解SHOW code：003（2010年1月15日 - 2月8日）
- 新宿芸能社プロデュース第9回公演「ドカチン 〜下北沢死闘編〜」（2007年2月9日 - 2月18日、シアターブラッツ）
- 新宿芸能社プロデュース第10回公演「へそのはなし」（2007年9月14日 - 9月24日、シアターブラッツ）
- プリンセス天功まつり 笑劇「地獄八景 〜あの世もこの世も、イリュージョン〜」（2007年12月13日 - 12月16日、俳優座劇場）
- 新宿芸能社プロデュース第11回公演「銀座通りのデカプリオ」（2008年4月22日 - 5月2日、シアターブラッツ）
- 新宿芸能社プロデュース第12回公演「歌の翼にキミを乗せ」（2008年11月7日 - 11月12日、赤坂RED/THEATER）
- 平和祈念Rock'n Roll音楽劇 "10周年記念" 公演「飛行機雲2009 流れる雲よ」（2009年9月5日 - 9月10日、全労済ホールスペース・ゼロ）
- *pnish* プロデュースvol.5 「リバースヒストリカ」（2009年4月15日 - 4月19日、全労済ホールスペース・ゼロ）
- オアシスと砂漠〜Love on the planet〜（2009年1月21日 - 1月25日、青山劇場）
- 新宿芸能社プロデュース第13回さよなら公演「新橋フロリダ」（2009年4月21日 - 4月26日、SPACE107）
- ルドビコ Vol.6「HAMLET〜青い薔薇のくちづけ〜」（2010年4月20日 - 4月26日、原宿クエストホール）
- Func A ScamperS 009「スーパーヒーローイズム」（2010年5月22日 - 5月30日、吉祥寺シアター）
- EVE〜歴史の傍観者〜2012（2010年12月22日 - 12月26日、中野ザ・ポケット）
- Func A ScamperS 009「僕の後悔はジュリアナ」（2011年3月31日 - 4月3日、シアタートラム）
- WPC×ピウス企画「さよならまた逢う日まで」（2011年5月4日 - 5月8日、恵比寿・エコー劇場）
- 桜ジュリエッタ第2回公演「熱闘!!飛龍小学校☆パワード」（2011年5月25日 - 5月29日、ラゾーナ川崎プラザソル）
- 舞台「シャッフル」（2011年10月28日 - 10月13日、東京タワー1階特設ホール）
- 舞台「弱虫ペダル」（2012年2月1日 - 2月6日、天王洲 銀河劇場）- 寒咲通司 役
- WBB vol.2 「プレイスター」（2012年4月25日 - 5月6日、全労済ホールスペース・ゼロ）
- GEI-EIプロデュース「この愛よ叶うなら嬉しいよ」（2012年7月12日 - 7月16日、シアターグリーン BIG TREE THEATER）
- 最遊記歌劇伝 －Burial－（2015年1月8日 - 1月12日、シアターGロッソ）- 鷭里 役
- Club SLAZY - DooBop 役
  - Club SLAZY The 4th invitation ~Topaz~（2015年12月9日 - 12月20日、全労済ホール・スペースゼロ）
  - Club SLAZY The final invitation ~Garnet~ （2016年12月7日 - 12月13日、品川プリンスホテル・クラブeX）
  - Club SLAZY SPECIAL LIVE 2016 （2016年12月29日 - 12月31日、梅田芸術劇場シアター・ドラマシティ）
- 浪漫活劇譚「艶漢」（2016年3月30日 - 4月3日、シアターサンモール）- 瓜生冬陽 役
- 歌謡倶楽部「艶漢」（2016年8月19日 - 8月21日、サンシャイン劇場）- 瓜生冬陽 役 (日替わりゲスト)
- 劇団Rexy第5回公演「風呂ダンサーズ」（2017年12月14日 - 12月17日、コフレリオ新宿シアター）
- 劇団Rexy第6回公演「風呂ダンサーズII 今度は人助け!」（2018年5月24日 - 5月27日、テアトルBONBON）
- ツキプロ文化祭 2018 SUMMER －月野百鬼夜行外伝 夏夢祭－（2018年7月28日 - 7月29日、パシフィコ横浜国立大ホール）- 鉄舟 役
- BACKCOAT 〜裏裁判〜（2018年11月27日 - 12月2日、日暮里d-倉庫）
- ピウス企画 「女王の戦略」（2019年3月13日 - 3月17日、シアターグリーン）- 松倉永真 役
- 2.5次元ダンスライブ「ALIVESTAGE」Episode1 ～歌いながら歩こうよ～（2019年5月15日 - 5月19日、草月ホール）- 飯島秀人 役
- WBB plus 「まわれ！無敵のマーダーケース」（2019年7月23日 - 7月28日、中野ザ･ポケット）- 斉藤 役
- GRIEF7 Sin#002（2019年9月5日 - 9月9日、紀伊國屋ホール／9月21日 - 9月24日、ABCホール）- アーロン・スティーブス 役
- 劇団Rexy第8回公演「お江戸のおもちゃ」（2019年11月7日 - 11月10日、アトリエファンファーレ東池袋）- 柳生宗矩 役
- DOUBT-真実と虚構-（2019年12月17日 - 12月24日、日暮里d-倉庫）- 福原界虎 役
- TRASHMASTERS vol.40「ガラクタ」（2024年11月18日 - 24日、上野ストアハウス）[9]
- TRASHMASTERS Vol.41「廃墟」・Vol.42「そぞろの民」（2025年7月25日 - 8月3日〈予定〉、下北沢駅前劇場）[10]

### 劇団TRASHMASTERS
- vol.22「砂の骨」（2015年3月6日 - 3月15日、シアタートラム）
- vol.23「そぞろの民」（2015年9月11日 - 9月27日、下北沢駅前劇場）
- vol.24「猥り現」（2016年2月18日 - 2月28日、赤坂レッドシアター）
- vol.25「殺人者J」（2016年7月14日 - 7月24日、赤坂レッドシアター）
- vol.26「たわけ者の血潮」（2017年2月2日 - 2月12日、座・高円寺1）
- vol.27「不埒」（2017年7月15日 - 7月23日、下北沢駅前劇場）
- vol.28「埋没」（2018年2月2日 - 2月12日/3月1日 - 3月11日、座・高円寺1など）
- vol.29「奇行遊戯」（2018年6月20日 - 6月24日、上野ストアハウス）
- vol.31「対岸の絢爛」（2020年3月6日 - 3月5日、下北沢駅前劇場）
- vol.39「掟」（2024年2月15日 - 25日、下北沢駅前劇場）[11]

### オリジナルビデオ
- スーパー戦隊シリーズ
  - 未来戦隊タイムレンジャースーパービデオ最強ヒーロー全ひみつ（2000年） - シオン 役
  - 未来戦隊タイムレンジャーVSゴーゴーファイブ（2001年、東映ビデオ） - シオン / タイムグリーン 役
- 演じ屋（第参幕・第四幕・第九幕） - 上川良知 役
- 新・影の軍団〜地雷火〜（2003年、シネマ・パラダイス）- 早雲 役
- 新・影の軍団〜最終章〜（2005年、シネマ・パラダイス）- 早雲 役
- 裁き屋1 ～汚れた天使～ （2005年） - 神崎琢馬 役
- 裁き屋2 ～片翼の天使～ （2005年） - 神崎琢馬 役

### モーションキャプチャー
・ゼルダの伝説 ティアーズ オブ ザ キングダム
- ドラゴンクエストX 目覚めし五つの種族 オンライン
- ワンピース 海賊無双
- 亜人（劇場版、テレビアニメ）
- ドラゴンクエストXI 過ぎ去りし時を求めて
- 蒼天の拳 -REGENESIS-（第1期、第2期）
- ゼノブレイド2 黄金の国イーラ
- ゼノブレイド3